# شیخو کویاته
شیخ کویاته (فرانسوی: Cheikhou Kouyaté‎؛ زادهٔ ۲۱ دسامبر ۱۹۸۹) بازیکن فوتبال اهل سنگال است که در پست هافبک بازی می‌کند.
وی همچنین در تیم ملی فوتبال سنگال بازی کرده‌است.